# Aedes macdougalli
Aedes macdougalli är en tvåvingeart som beskrevs av Edwards 1922. Aedes macdougalli ingår i släktet Aedes och familjen stickmyggor. Inga underarter finns listade i Catalogue of Life.